# Naskoten
Naskoten (Naskotin, Nazko, Ndazko).- Naskoten Indijanci jedno su od plemena Carriera u području Fraser River u Britanskoj Kolumbiji, blizu ušća Blackwatera. Bijahu podijeljeni na više bandi što su lutale i lovile u dolini Nazko, gdje im je 1892. utemeljen rezervat Nazko Valley. 
Jezično srodne bande Naskotena su: Lhk'acho (Ulkacho), Lhoosk'uzt'en, Ndazkoh (Chuntezni’i, zvani i Nazko) i Lhtakoh (Quesnel, ili Red Bluff), svrstavaju se grupi Blackriver-govornika. 
Hodge navodi dva njihova sela: Chentsithala i Nesietsha na rijeci Fraser, kod ušća Blackwatera. Populacija 90 (1890.); 65 (1906.)